# Рубичев Анатолій Тимофійович
Анатолій Тимофійович Рубичев (12 квітня 1903, місто Рязань, тепер Російська Федерація — 8 червня 1973, місто Москва, Російська Федерація) — радянський державний діяч, голова Верховного Суду РРФСР, міністр юстиції РРФСР, голова Організаційного комітету Президії Верховної ради РРФСР по Рязанській області. Депутат Верховної ради Російської РФСР 1-го, 4—5-го скликань.

## Життєпис
Народився в родині робітника. З 1915 року — підручний слюсаря механічних майстерень.
У 1921 році добровольцем вступив до Червоної армії, брав участь у громадянській війні в Росії. Демобілізувався в грудні 1924 року.
Перебував на комсомольській роботі. До грудня 1928 року — секретар комітету ВЛКСМ станції Рязань-1.
Член ВКП(б) з 1928 року.
У 1928—1930 роках — уповноважений Рязанського губернського суду, народний суддя міста Рязані, член Рязанського окружного суду.
У 1930—1937 роках — голова Рязанського районного суду Московської області.
У 1934—1938 роках навчався в Московському заочному інституті радянського права (закінчив 4 курси), був викладачем Курсів судових працівників Московської області.
У листопаді 1937 — січні 1939 року — голова Рязанського обласного суду.
31 липня — 15 жовтня 1938 року — голова Організаційного комітету Президії Верховної ради РРФСР по Рязанській області.
28 січня 1939 — 4 травня 1945 року — голова Верховного Суду Російської РФСР.
4 травня 1945 — березень 1946 року — 1-й заступник народного комісара юстиції СРСР. У березні 1946 — серпні 1948 року — заступник міністра юстиції СРСР — начальник Управління судових органів Міністерства юстиції СРСР.
У серпні 1948 — червні 1953 року — голова Московського міського суду.
11 червня 1953 — 27 березня 1957 року — міністр юстиції Російської РФСР.
15 березня 1957 — 25 липня 1962 року — голова Верховного Суду Російської РФСР.
З 1962 року — персональний пенсіонер.

## Нагороди та відзнаки
- орден Леніна (.03.1945)
- медаль «За оборону Москви»
- медаль «За перемогу над Німеччиною у Великій Вітчизняній війні 1941—1945 рр.»
- медаль «За доблесну працю у Великій Вітчизняній війні 1941—1945 рр.»
- медалі